# Péter Biros
Péter Biros (Miškolc, 5. travnja 1976.), mađarski vaterpolist. Igrao je za Miškolc, Fotex, UTE i Primorje iz Rijeke. Pri kraju karijere u drugom navratu igrao je za Eger. Mađarski je reprezentativac proglašen za najboljeg igrača EP 2008. Igračku karijeru završio je u siječnju 2016. godine.